# Ceryx macrospila
Ceryx macrospila är en fjärilsart som beskrevs av Walker 1864. Ceryx macrospila ingår i släktet Ceryx och familjen björnspinnare. Inga underarter finns listade i Catalogue of Life.